# Isis sin velo
 Isis sin velo (título original: "Isis Unveiled") es una de las obras más importantes de Helena Petrovna Blavatsky, fundadora de la Sociedad Teosófica.

## Contenido
El libro fue publicado el 29 de septiembre de 1877, siendo la obra más importante de la autora hasta la publicación de La doctrina secreta en 1888, el libro que complementó y amplió las ideas que habían sido presentadas en Isis sin velo.
La obra comenzó a ser escrita en Ithaca, Estados Unidos. Más adelante, la autora regresó a la ciudad de Nueva York, donde concluyó el libro. Isis sin velo es una extensa exposición de ideas de Teosofía, de la que Blavatsky era una de los divulgadoras principales.
Según la propia Blavatsky, no era ella la autora del libro, sino que fue escrita por inspiración de los Mahatmas, sus instructores del Tíbet, usando un proceso llamado Tulku, que no es un proceso mediúmnico.
El libro describe la historia y el desarrollo de las ciencias ocultas, la naturaleza y el origen de la magia y las raíces del cristianismo. También describe, según su autora, los errores de la teología del cristianismo y los errores establecidos por la ciencia ortodoxa.
Se compone de dos volúmenes, el primero centrado sobre ciencias, y el segundo en la religión. Los dos volúmenes apoyan la idea del espiritualismo, y gran parte del contenido teosofiza de acuerdo con él. El volumen sobre ciencias, trata de mostrar cómo la ciencia puede llegar a ser tan dogmática como la religión, y traicionar su propio método científico, negando lo espiritual sin pruebas científicas definitivas. El volumen sobre religión expone la hipocresía de las religiones, centrándose en cómo y donde se ha desviado de sus orígenes, mientras que simultáneamente sigue el rastro de las doctrinas de los místicos y de los filósofos más respetados, enlazándolos con una raíz espiritual común.
Con más de 1300 páginas, el libro muestra un gran conocimiento de Blavatsky en los temas que la obra trata.